# Topaz
Topaz je mineral in poldragi kamen s kemično formulo Al2SiO4(F,OH)2.
Ma Mohsovi lestvici dosega stopnjo 8 in tako spada med trše minerale. V najčistejši obliki je topaz prozoren in brezbarven, pogosteje pa je zaradi primesi obarvan. Tako so najpogostejši topazi rumene barve, pojavljajo pa se tudi beli, sivi, zeleni, modri, rožnati in rdečkasti.
Topaz je tesno povezan z granitnimi kamninami ter nekaterimi drugimi magmatskimi kamninami, pogosto pa tudi v votlinah, ki so nastale po umiku lave. Države, ki pridobijo največ topazov so: Rusija (Ural), Afganistan, Češka, Nemčija, Norveška, Pakistan, Italija, Švedska, Japonska, Brazilija, Mehika in ZDA.
Največji kristal topaza, poimenovan El Dorado, je bil najden v Braziliji leta 1984. Tehtal je kar 6.2 kg, danes pa je del Britanske kraljeve zbirke.